# Śmigłowiec szturmowy

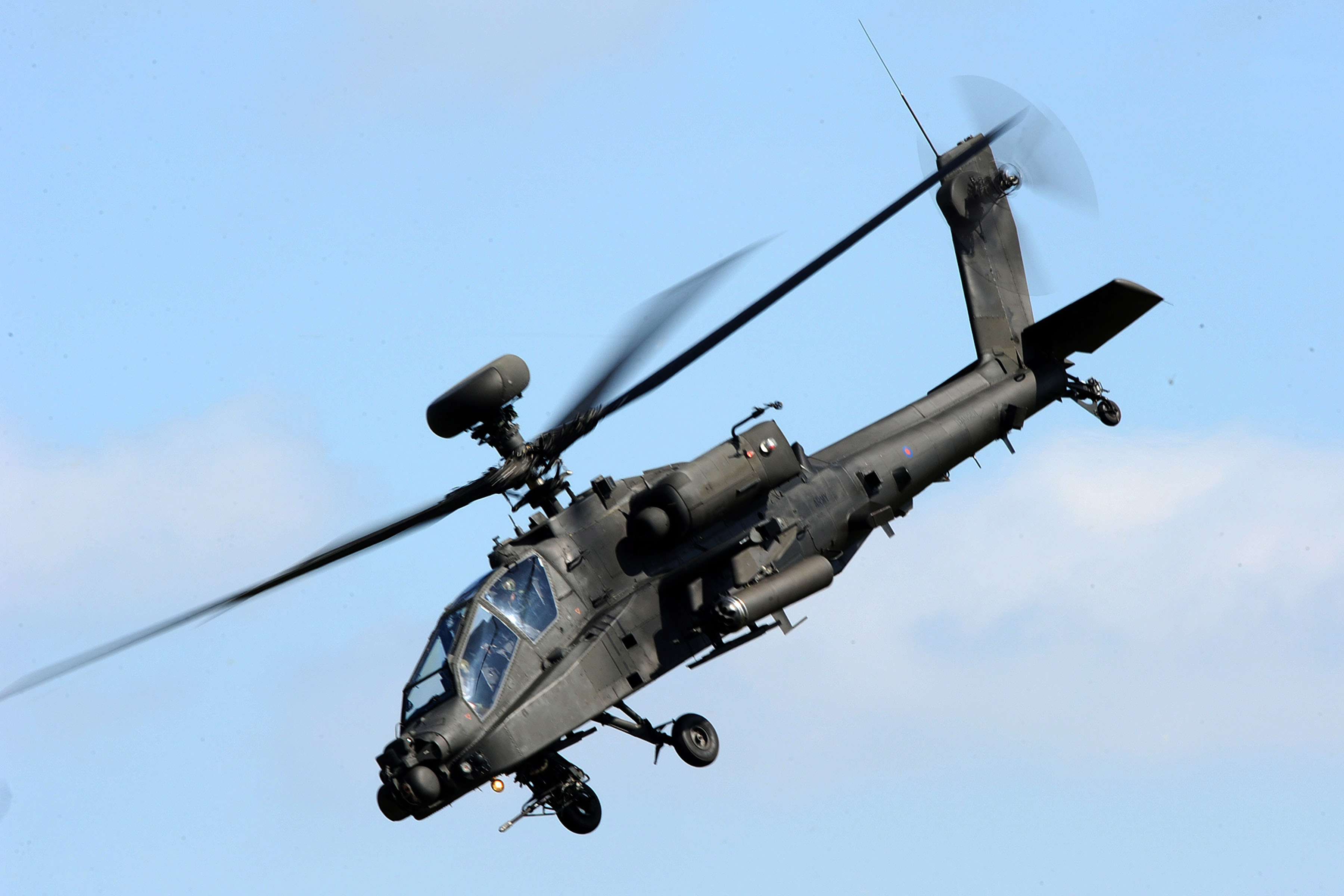
AH-64 Apache

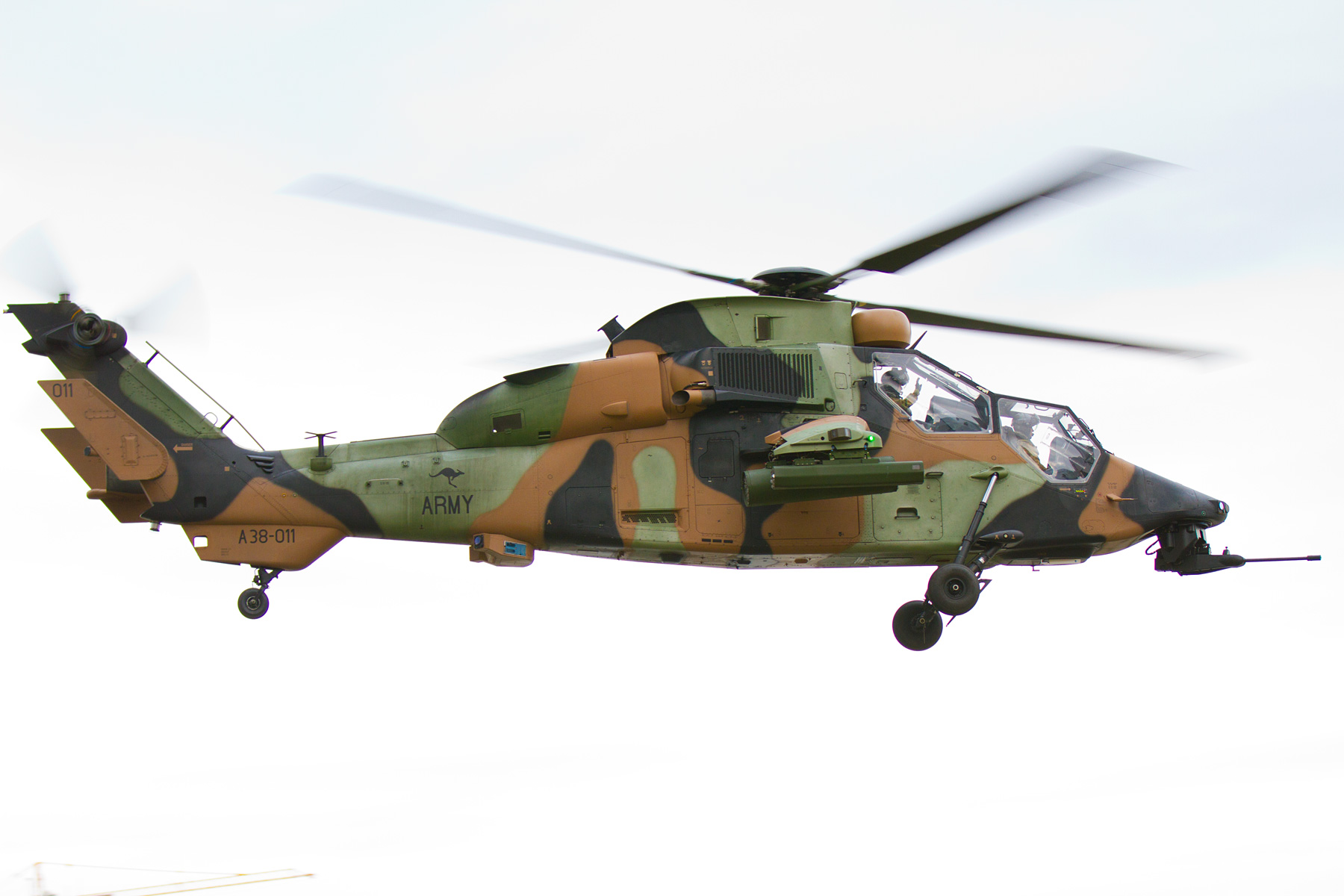
Eurocopter Tiger

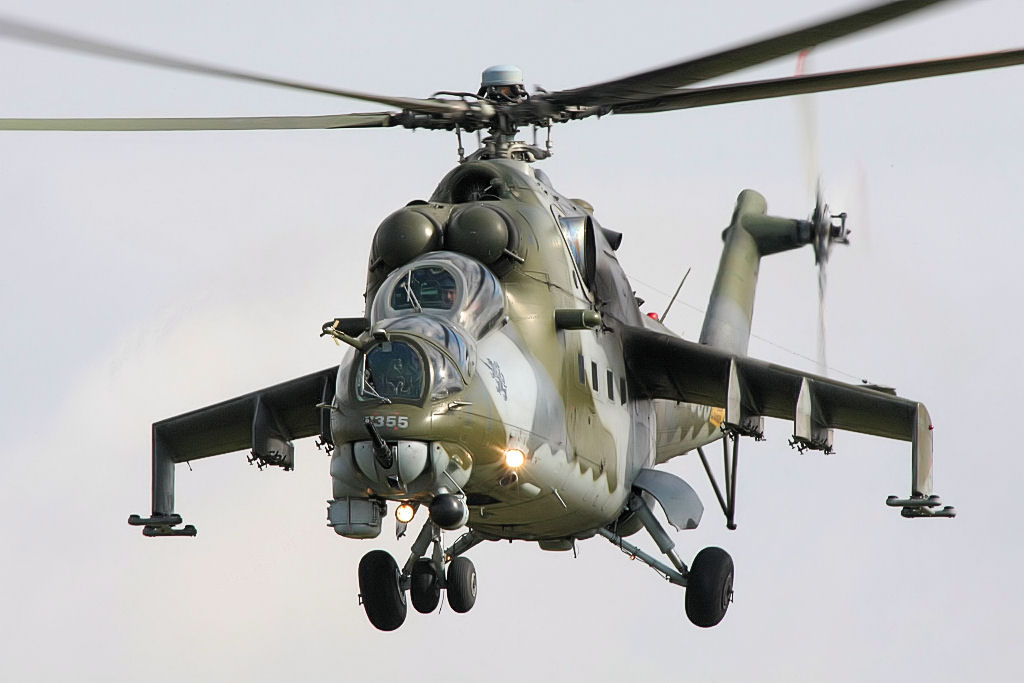
Mi-24

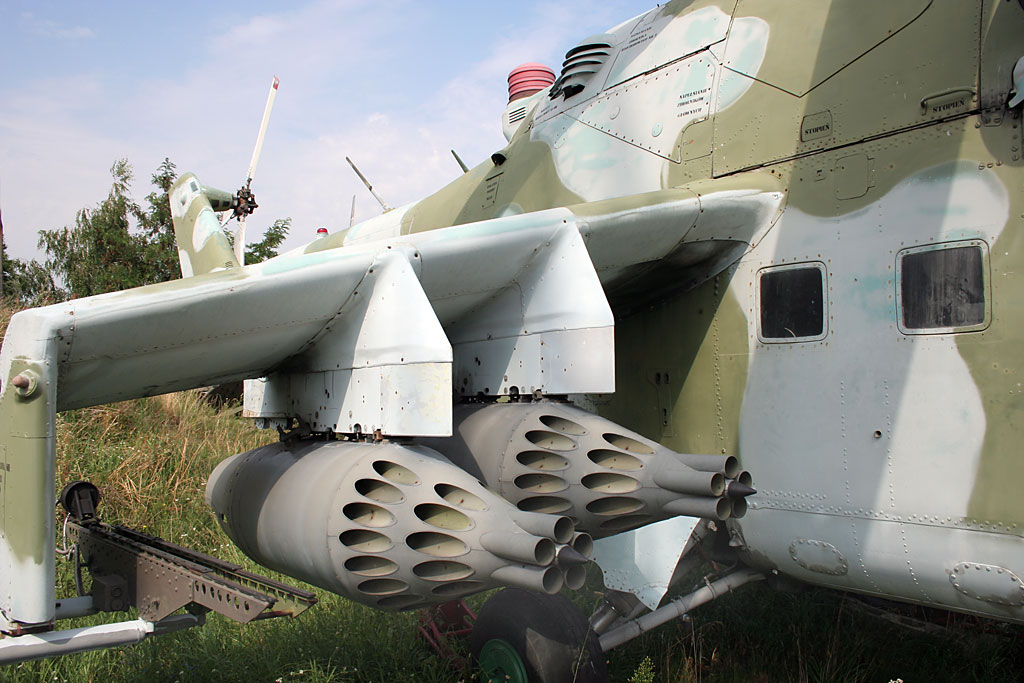
Po lewej na końcówce skrzydła widoczna wyrzutnia ppk 9M-17P „Skorpion-P”, po prawej na węzłach uzbrojenia umieszczone dwa zasobniki UB-32A-24 z rakietami S-5 kal. 57 mm

Śmigłowiec szturmowy – rodzaj śmigłowca wojskowego, którego głównym zadaniem, podobnie jak samolotu szturmowego, jest niszczenie celów naziemnych. 

## Charakterystyka
Śmigłowiec szturmowy to rodzaj śmigłowca bojowego przystosowany do prowadzenia szturmu powietrznego, wsparcia i zaopatrywania wojsk. Jest wyposażony w szybkostrzelne karabiny maszynowe, działka lotnicze, granatniki automatyczne, wyrzutnie niekierowanych pocisków rakietowych klasy powietrze-ziemia, przeciwpancerne pociski rakietowe. Jest opancerzony, dzięki czemu potocznie nazywa się go  „latającym czołgiem”.

Śmigłowce szturmowe mają  dwie główne role: dawać bliskie wsparcie powietrzne znajdującym się na ziemi żołnierzom oraz niszczyć zgrupowania sił pancernych wroga. Oprócz tego śmigłowce te są wykorzystywane do strategicznych, precyzyjnych uderzeń w wysokiej rangi cele oraz do zastąpienia lekkich śmigłowców w działaniach zwiadowczych.
W literaturze przedmiotu występuje także pojęcie śmigłowca przeciwpancernego.  Zasadnicza różnica pomiędzy śmigłowcem szturmowym a przeciwpancernym polega na uzbrojeniu. Śmigłowiec szturmowy może przenosić uzbrojenie strzeleckie oraz niekierowane pociski rakietowe i w zasadzie służy do wsparcia ogniowego wojsk lądowych (w tym taktycznych desantów śmigłowcowych). Śmigłowiec przeciwpancerny, jako podstawowe uzbrojenie, zabiera kierowane przeciwpancerne pociski rakietowe. Każdy śmigłowiec przeciwpancerny może być wykorzystany także jako szturmowy

## Rozwój
We wczesnych latach 50 XX w. na całym świecie zaczęto doceniać użycie śmigłowców do celów transportowych. Aby wykorzystać śmigłowiec na polu walki, zaczęto uzbrajać wcześniej nieuzbrojone maszyny, by nadać im wartość bojową. Uzbrojone zostały H-34 w służbie United States Army i Mi-4 w Wojskowych Siłach Powietrznych ZSRR. Utrzymanie się tej tendencji do lat 60 XX w. zaowocowało wdrażaniem do służby w Wietnamie takich śmigłowców jak Bell UH-1 Iroquois czy Mi-8, które po uprzednim przygotowaniu były wyposażane w różnorakie zestawy uzbrojenia i stały się prekursorami obecnych śmigłowców szturmowych. Od lat 70 XX w. z powodu niskiej wytrzymałości poprzednich konstrukcji, których skuteczność nie była wysoka, biura konstruktorskie na całym świecie zaczęły projektować i rozwijać różnego typu śmigłowce w celu zapewnienia silnego uzbrojenia i opancerzenia, które stałyby się wszechstronną platformą do wykonywania całej palety zadań bojowych, od rozpoznania do misji szturmowych.
Śmigłowce szturmowe, używane obecnie, wykorzystywane są jako podstawowa broń przeciwpancerna. Mogą szybko przemieszczać się po polu bitwy i zaskakiwać przeciwnika. Stanowią poważne zagrożenie, nawet jeśli przeciwko nim wystawione są środki obrony przeciwlotniczej, z powodu możliwości ataku z dużego dystansu (nawet do 10 km), systemów zapobiegającym trafieniu (flary, obniżenie sygnatury cieplnej), jak i używanego uzbrojenia.

## Uzbrojenie
Do uzbrojenia przenoszonego przez śmigłowce należą:

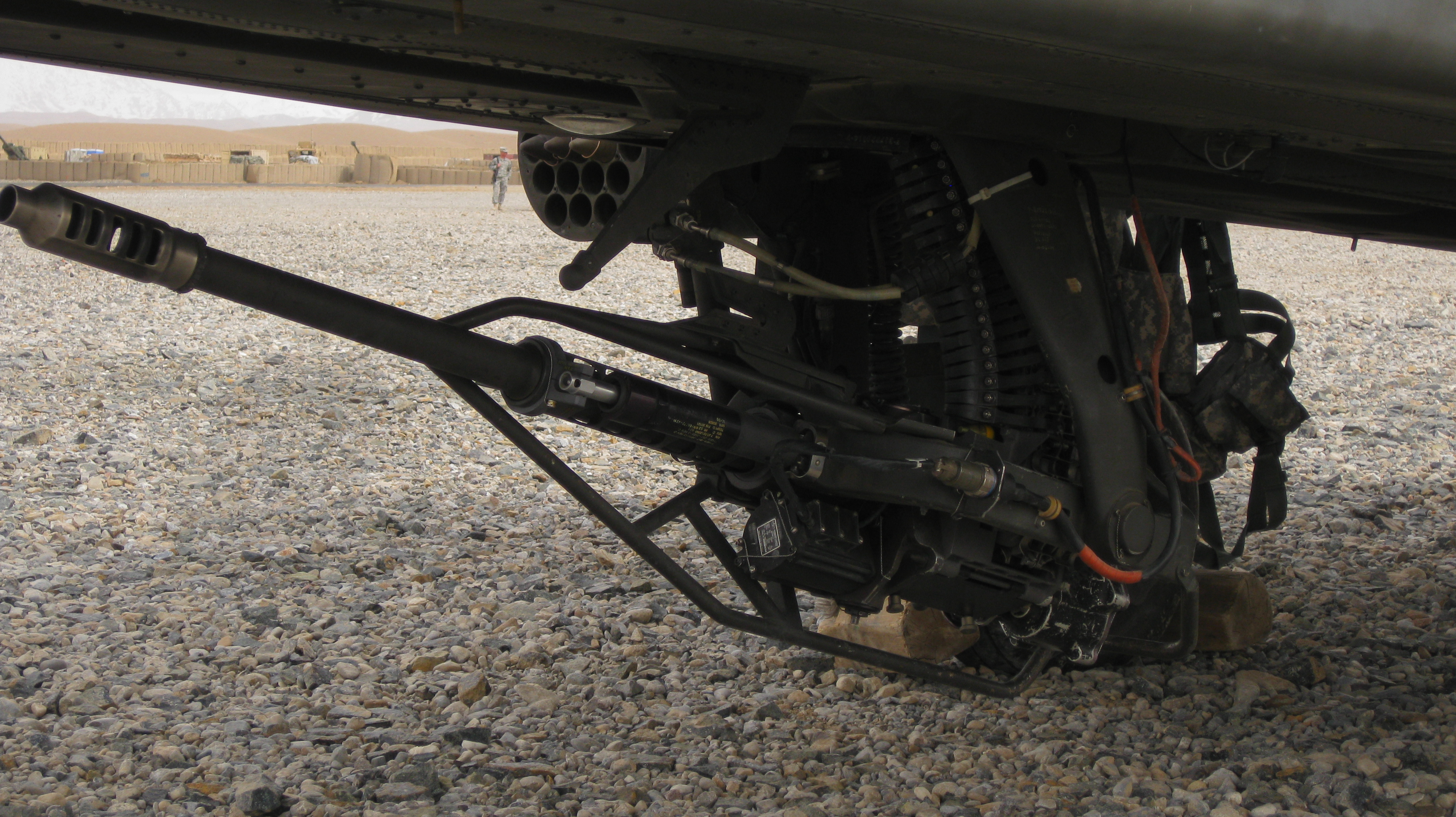
M230

- działka różnych systemów i kalibrów, np.
  - Jednolufowe, zasilane taśmowo działko M230 montowane w AH-64 o kalibrze 30 mm,
  - Trzylufowe, działko systemu Gatlinga M197 montowane w AH-1 o kalibrze 20 mm,
  - Jednolufowe, zasilane taśmowo działko Szipunow 2A42 montowane w Ka-50, Ka-52, Mi-28 o kalibrze 30 mm,
  - Jednolufowe, zasilne taśmowo działko GIAT 30 M781 montowane w Eurocopterze Tiger o kalibrze 30 mm.
- karabiny maszynowe, np.
  - JaKB-12,7 montowany w Mi-24,
  - M134 montowany w AH-1.
- niekierowane pociski rakietowe, np.
  - Hydra 70 wykorzystywane w śmigłowcach amerykańskich (AH-64, AH-1, UH-1)
  - SNEB 68, wykorzystywane w Eurocopterze Tiger
  - rodzina rakiet niekierowanych: S-5, S-8, S-13, przenoszonych w pojemnikach UB-16, UB-32, B-8, UB-13, a także rakiety S-24 odpalane z wyrzutni szynowej i S-25 odpalane z wyrzutni podkalibrowej. Wykorzystywane w śmigłowcach radzieckich, a później rosyjskich Mi-8, Mi-24, Mi-28, Ka-50, Ka-52.

- przeciwpancerne pociski kierowane, np.
  - TOW,
  - AGM-114 Hellfire,
  - HOT,
  - 9M17 Skorpion
  - 9K119 Refleks,
- pociski powietrze-powietrze, np.
  - AIM-9 Sidewinder - śmigłowce amerykańskie,
  - 9K38 Igła - śmigłowce rosyjskie.

## Przedstawiciele
- Agusta A129 Mangusta
- Bell AH-1 Cobra
- Bell AH-1Z Viper
- Boeing AH-64 Apache
- Changhe WZ-10
- Denel Rooivalk
- Eurocopter Tiger
- Harbin Z-19
- Ka-50, Ka-52
- Mi-24
- Mi-28